# コードトーカー

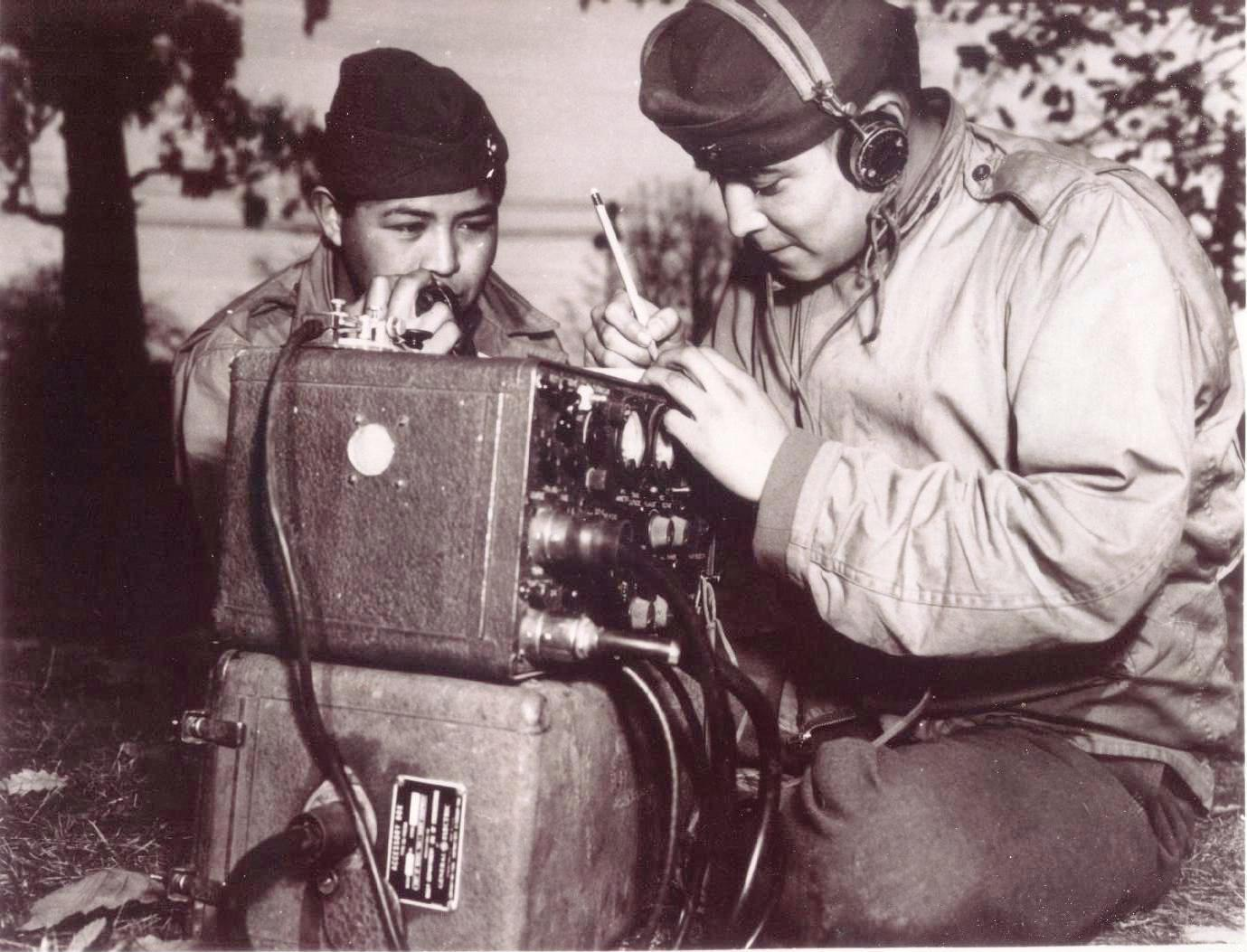
海兵第11連隊のコードトーカーが無線通信を行う様子。写っている二人はいとこ同士である。

コードトーカー(Code talker)はアメリカ軍が使用したアメリカインディアン部族出身の暗号通信兵。国外にはその言葉を解するものがいない固有の部族語をコード（暗号）として前線での無線通信に用いた。

## 概要
通常の暗号通信は暗号機を使わなくてはならず、複雑なものほど作成や解読に時間がかかる。前線で使用される暗号は比較的簡易であったが、解読に数時間を要し、これは一刻を争う戦場では重大な欠点である。一方で、解読速度を重視して暗号の強度を下げれば、傍受した敵にとっても解読が容易になるという問題もあった。
敵にとって未知の言語と英語のバイリンガル話者による会話なら、その場で英語への翻訳が可能である。このためインディアン部族を暗号兵に使用する発想は第一次世界大戦からあり、チョクトー族、コマンチ族出身者がコードトーカーとして従軍した。
第二次世界大戦では、ナバホ族が暗号兵として米軍に採用され、約400名がサイパン島、グアム島、硫黄島、沖縄戦に従軍した。これらの部族語に共通するのは、いずれも文法が複雑な上に発音も特殊で、幼少時からその言語環境で育った者でなければ習得・解明が極めて困難であるという点である。しかもインディアンは絵文字のほか固有の文字を持たず、その言語で書かれた資料は皆無なので、部外者にとっては研究すら困難だった。
人口が比較的多く、英語と部族語の両方を理解する兵役年齢の男子を一定規模確保できる部族としてはスー族なども候補となったが、ナバホ語が選ばれたのは調査の結果、ナバホ族以外でナバホ語を理解するものは28人のアメリカ人研究者のみであることが確認されたためである。ヒトラーは第一次世界大戦でコードトーカーが果たした役割に注目し、第二次世界大戦前に30名ほどの人類学者をその言語の習得を目的にアメリカ国内に派遣しているが、ナバホ語はあまりの複雑さのため失敗していた。しかしヒトラーがインディアン諸語の研究に動いたことを知ったアメリカ側は、ヨーロッパ戦線ではコードトーカーを使用せず、太平洋戦線でのみ使用することを決定した。
インディアンの語彙には近代戦の軍事通信に必要な語彙がほとんど無かったので、第一次世界大戦ではこの点が最大の障害になった。米軍はその教訓から、英単語をそれと同じ文字で始まる別の英単語に置き換え、さらにそれをナバホ語に翻訳するといった置換暗号を作成し、英語で表現できる単語は何でも訳すことができるようにした。その際、特別な意味を持たせたナバホ語やコードブック（暗号書）を使うことにより、交信をさらに暗号化している。ナバホ族コードトーカーは、8週間の訓練課程でこの暗号表を丸暗記しなくてはならなかった。この置換暗号は全員が暗記する必要があったため、暗号学の基準からみれば複雑なものではなかった。しかしナバホ語話者であっても、コードトーカーとして訓練されていない者は暗号通信の全体は理解できないため、コードトーカーでないナバホ語話者が日本軍の捕虜になっても暗号解読はされなかった。実際、日本側が1942年にフィリピンで捕虜にしたナバホ族出身のアメリカ陸軍軍曹Joe Kieyoomiaは暗号を解読できず、日本側によって拷問を受けている。
日本側はついに最後までナバホ語通信の解読に成功しなかった。しかし、コードトーカーが捕虜になって日本側に協力し、暗号がすべて敵側に漏れてしまうことを防ぐため、コードトーカー達には専用の護衛がつけられ、万が一にもコードトーカーが捕虜になるようなことがあれば、その場で殺害するという密命をも帯びていた。またこの護衛はモンゴロイドであるナバホ族兵士が容貌から米兵に変装した日本兵と誤認されるのを防ぐ意味もあり、実際に数回そのような事件があった。
「ナバホ暗号部隊」に参加したナバホ族も、「日本兵と至近距離で向かい合った時には、後ろにいる白人よりも敵である日本人のほうが我々と外見が似ており、親近感を覚え動揺した」と語っている。

## 太平洋戦争後
1968年、コードトーカーの機密が解除されたが、彼らの功績が広く知られるにはさらに多くの年月が必要だった。
1982年、ロナルド・レーガン大統領によって表彰され、同時に8月14日をコードトーカーの日（National Code Talkers Day）と定められることになった。
2001年、ジョージ・W・ブッシュ大統領がナバホ族コードトーカーに議会名誉黄金勲章（Congressional Gold Medal）を授与した。
2014年6月4日、ナバホの暗号開発にかかわった最初の29人のナバホ・コードトーカーの最後の生存者チェスター・ネズ（Chester Nez）が亡くなった。

## コード例
長年にわたる連邦政府の同化政策で絶滅危惧言語 (endangered language) となっていた先住民の言葉を使い、かつ軍事用語を特定の単語で言い表すという、二重の暗号構造になっていた。
- 鉄の魚 = 潜水艦、豊作 = 8月、黒い羊 = 分隊、鶏鷹 = 急降下爆撃機、カラス = 偵察機、亀 = 戦車、鯨 = 戦艦　というように置換した。
- 「ABC」と送る時はいったん「Ant・Bear・Cat」として、ナバホ語で「アリ・クマ・ネコ」と言い換えて送った。
- 硫黄島の戦いにおける「摺鉢山の占領」報告は、ナバホ語で「大きな口の七面鳥、羊の目は治療された」となった。

## その他
- ノルマンディー上陸作戦のとき、14名のコマンチ族が従事していた。第二次世界大戦時の最後のコマンチコードトーカーだったチャールズ・チビティー（Charles Chibitty）は2005年7月20日に死去した[7]。
- イギリス軍では、ウェールズ語を用いた似たようなシステムを採用していたが、広くは用いられていなかった。
- 日本がドイツから寄贈されたU-511の出航に関する情報のやりとりに用いたのが「早口の薩隅方言」であった。暗号化を施さないばかりでなく、堂々と正規の国際電話を使っていたため簡単にアメリカ軍に傍受されるが、同方言のリスニングに全く不慣れだったアメリカ軍にとっては当初、会話の内容は全く判別出来なかった。加治木町に縁がある日系アメリカ人の伊丹明によって、最終的に薩隅方言だと特定された。

## 映画化
- 2002年には、ニコラス・ケイジ、アダム・ビーチ、クリスチャン・スレイター（Christian Slater）が出演したコードトーカーを題材にした映画『ウインドトーカーズ（Windtalkers）』が公開されている。この映画はコードトーカーの護衛に任命されて戦友として行動しながら、実は彼が捕虜になりかかった場合は射殺するよう秘密命令を受けていた兵士の苦悩を主題にする。しかし全てが歴史的に正確に描写されているわけではなく、また元コードトーカーの兵士からも批判された[要出典]。